# Málaga CF
Málaga Club de Fútbol (kortweg Málaga CF) is een Spaanse voetbalclub uit Málaga, Andalusië. Het stadion van de club is Estadio La Rosaleda. De club komt momenteel uit in de Segunda División.

## Geschiedenis

### Club Atlético Malagueño
De oorsprong van de club kan worden teruggeleid tot CD Málaga, opgericht in 1904. Club Atlético Malagueño werd op 25 mei 1948 opgericht als het reserve team van CD Málaga. Nadat het CD Santo Tomás had overgenomen met als doel dit tot het reserve team van de club te maken ging Club Atlético Malagueño zelfstandig verder.
Malagueño en CD Málaga troffen elkaar op hetzelfde niveau in 1959/60. Als reserve team had Malagueño automatische degradatie moeten ondergaan, omdat beide elftallen niet op hetzelfde niveau mochten acteren. Daarop werd besloten om Malagueño als een zelfstandige club te registreren bij de Spaanse voetbalbond. Hierdoor bleef Malagueño ook bestaan toen voormalig moederclub CD Málaga in 1992 werd ontbonden.
In 1992/93 kwam de club uit in de Tercera Federación. Na een succesvol seizoen promoveerde het naar het derde niveau, maar een jaar later volgde reeds degradatie en verkeerde de club in levensgevaar vanwege financiële problemen.

### Málaga CF
Op 19 december 1993 stemde de leden van de club voor een naamswijziging, waarna per 29 juni 1994 Club Atlético Malagueño verder ging als Málaga Club de Fútbol S.A.D.
In het begin van de 21e eeuw beschikte Málaga CF over jonge, talentvolle voetballers en een modern, herontwikkeld stadion. Hoewel ze nooit om Champions League-plaatsen wisten te strijden kende de club wel een succesvolle periode onder Joaquín Peiró. Zo bereikte Málaga CF onder zijn leiding de kwartfinale van de UEFA Cup in 2003, nadat het onder andere Leeds United en AEK Athene had verslagen. Een jaar eerder wist Málaga CF al beslag te leggen op de UEFA Intertoto Cup, waarin werd afgerekend met KAA Gent, Willem II en Villarreal.
Nadat succestrainer Peiró vertrok volgde enkele belangrijke spelers zijn voorbeeld, waaronder Pedro Contreras, Darío Silva en Kiki Musampa. Juande Ramos nam het stokje over van Peiró en leidde Málaga CF naar de tiende plaats. Een van de hoogtepunten dat seizoen was een 5-1 overwinning op grootmacht Barcelona. Zijn dienstverband bleef echter beperkt tot een seizoen, want hij maakte de overstap naar Sevilla.

### Degradatie
Ondanks dat er onder Gregorio Manzano opnieuw een tiende plaats werd behaald in 2004/05 kon niet worden voorkomen dat een jaar later de club zou degraderen naar het tweede niveau. Op de laatste speeldag van het seizoen 2007/08 stelde Málaga CF de tweede plaats veilig, achter kampioen Numancia, waardoor het terugkeerde in de Primera División.

### Qatarese kapitaalinjectie

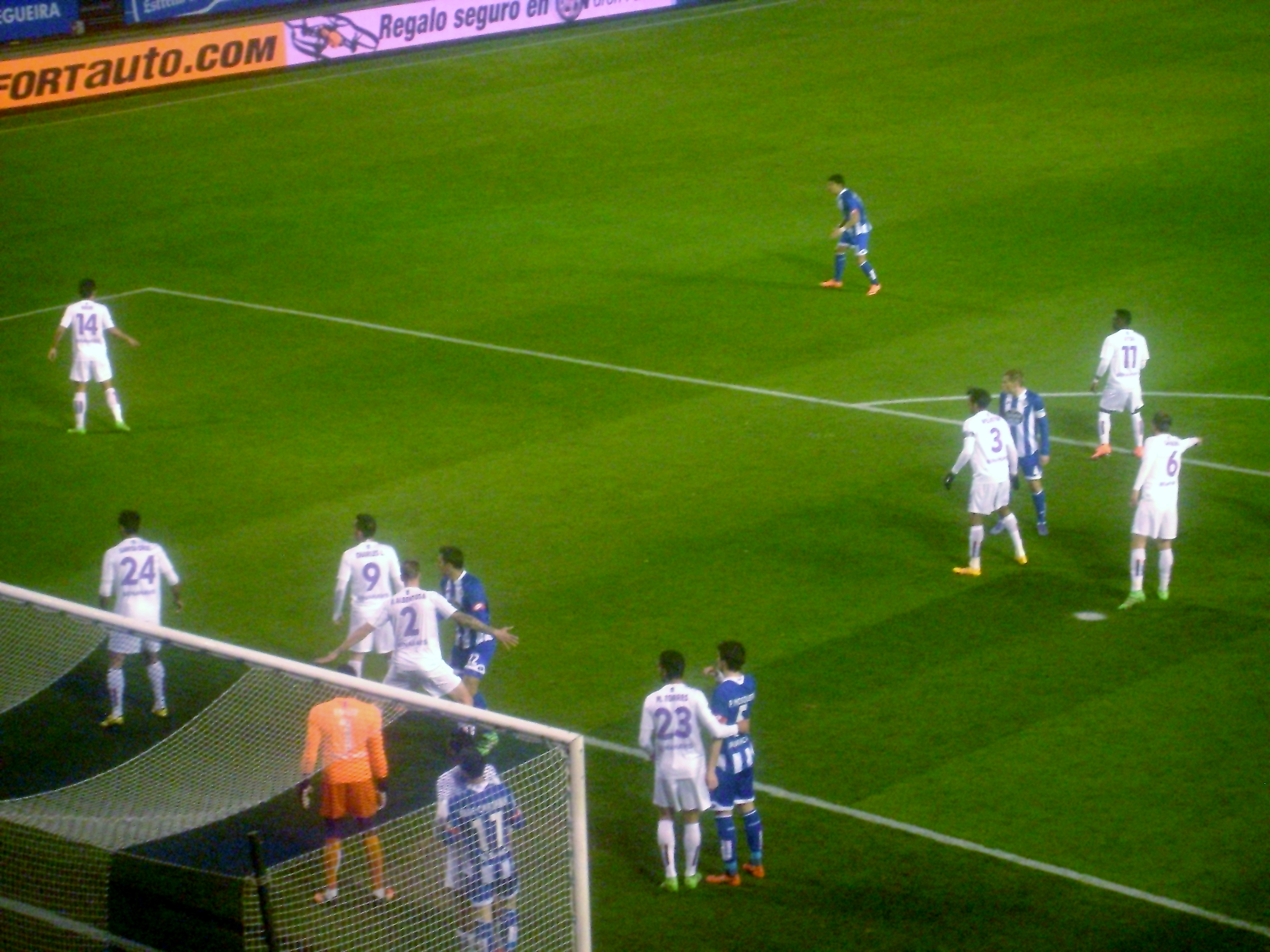
Deportivo de La Coruña tegen Málaga

Door aanhoudende financiële problemen besloot toenmalig clubpresident Fernando Sanz externe financiers te benaderen om de club over te nemen van zijn vader en voormalig Real Madrid-voorzitter Lorenzo Sanz. Zodoende kwam sjeik Abdullah bin Nasser Al Thani in beeld. Na een week onderhandelen werd de Qatarees op 11 juni 2010 eigenaar en president van de club.
Zijn eerste daad was het aanstellen van een nieuwe hoofdtrainer, Jesualdo Ferreira die overkwam van Porto. Hierna volgde onder andere het contracteren van Salomón Rondón en Eliseu. In november 2010 werd er echter reeds afscheid genomen van Ferreira, die werd opgevolgd door Manuel Pellegrini. Hierop volgde een nieuwe kwaliteitsinjectie tijdens de winterstop van 2010/11. Zo werden Júlio Baptista, Martín Demichelis en Sergio Asenjo toegevoegd aan de selectie. Aan het einde van het seizoen stond Málaga CF op de elfde plaats.
In aanloop naar het seizoen 2011/12 tekende de club een overeenkomst met Nike als kledingsponsor en startte het een samenwerkingsovereenkomst met UNESCO als shirtsponsor. In de zomer van 2011 werden oud-Manchester United en -Real Madrid aanvaller Ruud van Nistelrooij en voormalig Olympique Lyon middenvelder Jérémy Toulalan gecontracteerd. Daar bleef het echter niet bij. Málaga CF betaalde een clubrecordbedrag voor Santi Cazorla (€21 miljoen euro) en haalde ook Isco, Nacho Monreal, Sergio Sánchez, Joaquin en Joris Mathijsen binnen. Daarnaast werd Demichelis definitief overgenomen van Bayern München.
Dankzij deze kwaliteitsverhoging in de selectie reikte de club tot nieuwe hoogtes en kwalificeerde het voor de eerste keer in de clubgeschiedenis voor de Champions League. Hierin trad het in 2012/13 aan tegen AC Milan, Anderlecht en Zenit Sint-Petersburg. Wonderwel wist Málaga CF de groepsfase zonder nederlaag te overleven en trof het Porto in de eerste knock-out ronde. Het avontuur eindigde pas in de kwartfinale toen het werd uitgeschakeld door Borussia Dortmund. In de nationale competitie behaalde de ploeg een mooie zesde plaats. Deze gaf hen echter geen toegang tot Europees voetbal, aangezien de UEFA hen uitsloot voor internationaal voetbal vanwege de financiële schulden van de club.
Door deze beslissing verlieten verschillende dragende spelers de club. Zo werd Isco verkocht aan Real Madrid, ging Joaquin naar Fiorentina en maakte Toulalan de overstap naar Monaco. Hoofdtrainer Pellegrini ging aan de slag voor Manchester City, waarna Bernd Schuster werd aangesteld als zijn opvolger.

### Teloorgang
Als gevolg van de ontwikkelingen in 2013 eindigde Málaga CF ieder seizoen steeds wat lager op de ranglijst met degradatie in 2018 als onvermijdbaar einde. Hiermee kwam een periode van tien seizoenen op het hoogste nationale voetbalniveau ten einde.
Begin 2020 kwam clubeigenaar Al Thani en zijn familie in opspraak omdat zij aandelen van kleinere aandeelhouders zouden opkopen om deze te gebruiken voor hun persoonlijke uitgaven en zakelijke belangen. Dit terwijl die Málaga CF 7,3 miljoen euro aan leningen en kredietlijnen schuldig waren. Tot februari 2022 was er echter geen bewijs voor wangedrag op grond waarvan de rechtbanken konden oordelen dat een strafzaak gerechtvaardigd was. In augustus 2020 gaf de door de rechtbank aangestelde bewindvoerder een verklaring af dat hij de gehele selectie van het eerste elftal zou ontslaan om de club van de ondergang te redden.
In mei 2023 zakte Málaga CF voor het eerst sinds 1998 af naar het derde niveau, tegenwoordig de Primera Federación. Tijdens haar rentree eindigde het als derde, twaalf punten achter het Castellón van Dick Schreuder en zeven punten achter Córdoba. Hierdoor mocht het aantreden in de play-offs, waarin ze uiteindelijk te sterk waren voor Gimnàstic de Tarragona en daardoor terugkeerde op het tweede niveau.

### Wisseling van de wacht
De terugkeer op het tweede niveau in Spanje verliep moeizaam met een notering op de vijftiende plaats eind maart. Op dat moment werd bekend dat de club in verregaande gesprekken is met het investeringsfonds Qatar Sports Investments, bekend als eigenaren van de Franse topclub Paris Saint-Germain. Verschillende factoren, waaronder het groeipotentieel van de club en de aankomende verbouwing van het stadion, vormde de basis voor de interesse van het Qatarese fonds. Eerder bemachtigde QSI al een minderheidsaandeel in de Portugese voetbalclub Braga. Het fonds staat onder leiding van Tamim bin Hamad Al Thani, een achterneef van de huidige eigenaar Abdullah bin Nasser Al Thani, waardoor Málaga CF bij een afgeronde overname binnen de familie zal blijven.

## Erelijst
| Internationaal              |    |                                                |
| UEFA Intertoto Cup          | 1x | 2002                                           |
| Nationaal                   |    |                                                |
| Segunda División            | 2x | 1987/88, 1998/99                               |
| Segunda División Groep 2    | 2x | 1951/52, 1966/67                               |
| Segunda División B Groep IV | 1x | 1997/98                                        |
| Trofeo Costa del Sol        | 8x | 1963, 1971, 1974, 2005, 2008, 2010, 2011, 2012 |
| Ricardo Zamora Trophy       | 1x | 1971/72                                        |

### Trofeo Costa del Sol
Tussen 1961 en 1983 organiseerde Malaga zijn eigen toernooi, de Trofeo Costa del Sol. In het eerste tijdperk van het toernooi won Malaga het toernooi zelf 3 keer, ze versloegen in de finale Real Madrid, Rode Ster Belgrado en Derby County. Na een langdurige afwezigheid van het toernooi vanaf 1983, werd het toernooi in 2003 opnieuw gestart. Sindsdien won Malaga het toernooi 5 keer.

## Stadion

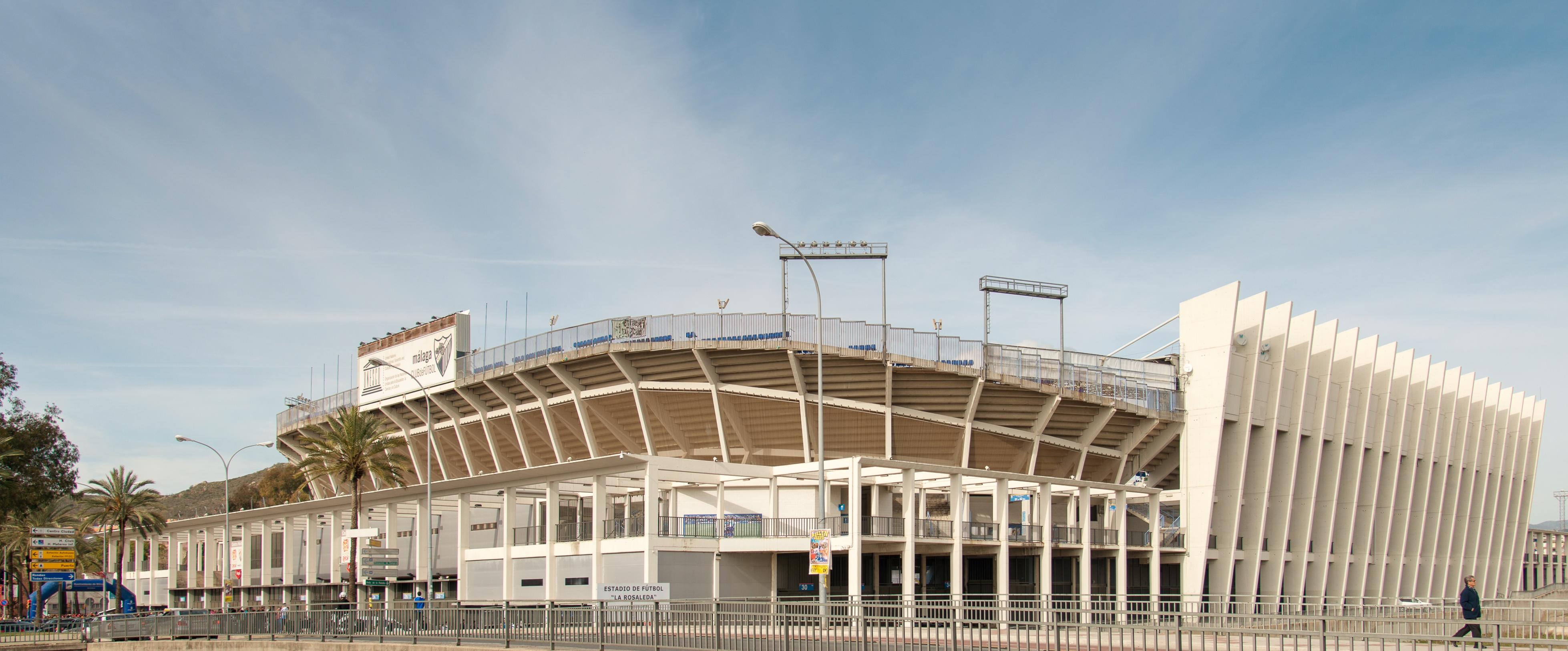
Buitenzijde La Rosaleda, 2012

Estadio La Rosaleda is sinds de oprichting van de club in 1948 de thuisbasis van Málaga CF, nadat voorloper Club Deportivo Málaga er al sinds 1941 haar wedstrijden had gespeeld. Het stadion biedt plaats aan 30.044 toeschouwers. Daarmee is het het achttiende stadion van Spanje op basis van de capaciteit. Naast Málaga speelt ook het Spaanse voetbalelftal met regelmaat een wedstrijd in het stadion.
La Rosaleda is geselecteerd als een van de stadions voor het WK voetbal van 2030. Hiervoor zal het in de periode 2025–2028 een grondige renovatie en uitbreiding, 45.000 zitplaatsen, moeten ondergaan.

## Trainingscomplex
In het najaar van 2023 nam Málaga, na een reeks vertragingen, Fundación Málaga in gebruik. De eerste fase van de ontwikkeling van het nieuwe sportcomplex was hiermee compleet. Die fase zorgde ervoor dat het eerste mannen- en vrouwenelftal konden beschikken over nieuwe faciliteiten. Na oplevering werd begonnen met de tweede fase van het project, waarmee ook de jeugdelftallen een plek zullen krijgen op het sportcomplex in het zuiden van de stad nabij Aeropuerto de Málaga-Costa del Sol. Uiteindelijk zal Fundación Málaga acht volwaardige voetbalvelden faciliteren.

## Overige elftallen

### Atlético Malagueño
Atlético Malagueño is een voetbalteam uit Málaga dat fungeert als het tweede elftal van Málaga CF. Het komt uit op het vijfde niveau van de Spaanse voetbalpiramide en biedt jeugdspelers de kans zich door te ontwikkelen voordat ze bij het eerste elftal worden gehaald.

### Málaga CF Femenino
Sinds 2016 is vrouwenvoetbal volledig geïntegreerd bij Málaga CF. Atlético Málaga, dat al enkele jaren in de tenues van de club speelde, werd toen een volwaardig onderdeel van de club en ging verder onder de vlag van Los Albicelestes.

## Overzichtslijsten

### Eindklasseringen sinds 1940
- 1940 3e
Segunda División
- 1941 5e
Segunda División
- 1942 4e
Segunda División
- 1943 5e
Segunda División
- 1944 1e
Tercera División
- 1945 2e
Tercera División
- 1946 1e
Tercera División
- 1947 9e
Segunda División
- 1948 4e
Segunda División
- 1949 2e
Segunda División
- 1950 12e
Primera División
- 1951 13e
Primera División
- 1952 1e
Segunda División
- 1953 15e
Primera División
- 1954 3e
Segunda División
- 1955 16e
Primera División
- 1956 11e
Segunda División
- 1957 5e
Segunda División
- 1958 14e
Segunda División
- 1959 15e
Segunda División
- 1960 1e
Tercera División
- 1961 12e
Segunda División
- 1962 2e
Segunda División
- 1963 16e
Primera División
- 1964 9e
Segunda División
- 1965 2e
Segunda División
- 1966 13e
Primera División
- 1967 1e
Segunda División
- 1968 10e
Primera División
- 1969 14e
Primera División
- 1970 2e
Segunda División
- 1971 9e
Primera División
- 1972 7e
Primera División
- 1973 10e
Primera División
- 1974 7e
Primera División
- 1975 16e
Primera División
- 1976 3e
Segunda División
- 1977 18e
Primera División
- 1978 13e
Segunda División
- 1979 2e
Segunda División
- 1980 17e
Primera División
- 1981 6e
Segunda División
- 1982 3e
Segunda División
- 1983 10e
Primera División
- 1984 9e
Primera División
- 1985 16e
Primera División
- 1986 11e
Segunda División
- 1987 6e
Segunda División
- 1988 1e
Segunda División
- 1989 16e
Primera División
- 1990 17e
Primera División
- 1991 4e
Segunda División
- 1992 18e
Segunda División
- 1993 1e
Tercera División
- 1994 18e
Segunda División B
- 1995 1e
Tercera División
- 1996 5e
Segunda División B
- 1997 5e
Segunda División B
- 1998 1e
Segunda División B
- 1999 1e
Segunda División
- 2000 12e
Primera División
- 2001 8e
Primera División
- 2002 10e
Primera División
- 2003 13e
Primera División
- 2004 10e
Primera División
- 2005 10e
Primera División
- 2006 20e
Primera División
- 2007 15e
Segunda División
- 2008 2e
Segunda División
- 2009 8e
Primera División
- 2010 17e
Primera División
- 2011 11e
Primera División
- 2012 4e
Primera División
- 2013 6e
Primera División
- 2014 11e
Primera División
- 2015 9e
Primera División
- 2016 8e
Primera División
- 2017 11e
Primera División
- 2018 20e
Primera División
- 2019 3e
Segunda División
- 2020 14e
Segunda División
- 2021 12e
Segunda División
- 2022 18e
Segunda División
- 2023 19e
Segunda División
- 2024 3e
Primera Federación
- 2025 16e
Segunda División

- Primera División
- Segunda División
- Primera Federación
- Segunda División B
- Tercera Federación

### Málaga in Europa
#Q = #voorronde, #R = #ronde, Groep = groepsfase, 1/8 = achtste finale, 1/4 = kwartfinale, PUC = punten UEFA coëfficiënten 
| Seizoen | Competitie            | Ronde        | Land                           | Club                 | Thuis | Uit   | Totaal           | PUC  |
| ------- | --------------------- | ------------ | ------------------------------ | -------------------- | ----- | ----- | ---------------- | ---- |
| 2002    | UEFA Intertoto Cup    | 1/4          | Vlag van België                | KAA Gent             | 3 - 0 | 1 - 1 | 4 - 1            | 0.0  |
| 2002    | UEFA Intertoto Cup    | 1/2          | Vlag van Nederland             | Willem II            | 2 - 1 | 1 - 0 | 3 - 1            | 0.0  |
| 2002    | UEFA Intertoto Cup    | F            | Vlag van Spanje                | Villarreal CF        | 1 - 1 | 1 - 0 | 2 - 1            | 0.0  |
| 2002/03 | UEFA Cup              | 1R           | Vlag van Bosnië en Herzegovina | Zeljeznicar Sarajevo | 1 - 0 | 0 - 0 | 1 - 0            | 16.0 |
| 2002/03 | UEFA Cup              | 2R           | Vlag van Polen                 | Amica Wronki         | 2 - 1 | 2 - 1 | 4 - 2            | 16.0 |
| 2002/03 | UEFA Cup              | 3R           | Vlag van Engeland              | Leeds United FC      | 0 - 0 | 2 - 1 | 2 - 1            | 16.0 |
| 2002/03 | UEFA Cup              | 1/8          | Vlag van Griekenland           | AEK Athene           | 0 - 0 | 1 - 0 | 1 - 0            | 16.0 |
| 2002/03 | UEFA Cup              | 1/4          | Vlag van Portugal              | Boavista FC          | 1 - 0 | 0 - 1 | 1 - 1 (1-4 n.p.) | 16.0 |
| 2012/13 | UEFA Champions League |              |                                |                      |       |       |                  |      |
| 2012/13 | UEFA Champions League | PO           | Vlag van Griekenland           | Panathinaikos FC     | 2 - 0 | 0 - 0 | 2 - 0            | 23.5 |
| 2012/13 | UEFA Champions League | Groep C      | Vlag van Rusland               | Zenit                | 3 - 0 | 2 - 2 | 5 - 2            | 23.5 |
| 2012/13 | UEFA Champions League | Groep C      | Vlag van België                | RSC Anderlecht       | 2 - 2 | 3 - 0 | 5 - 2            | 23.5 |
| 2012/13 | UEFA Champions League | Groep C (1e) | Vlag van Italië                | AC Milan             | 1 - 0 | 1 - 1 | 2 - 1            | 23.5 |
| 2012/13 | UEFA Champions League | 1/8          | Vlag van Portugal              | FC Porto             | 2 - 0 | 0 - 1 | 2 - 1            | 23.5 |
| 2012/13 | UEFA Champions League | 1/4          | Vlag van Duitsland             | Borussia Dortmund    | 0 - 0 | 2 - 3 | 2 - 3            | 23.5 |

Totaal aantal punten voor UEFA coëfficiënten: 39.5
Zie ook:
- Deelnemers UEFA-toernooien Spanje
- Ranglijst van alle clubs die in de diverse Europa Cups zijn uitgekomen

## Bekende (oud-)Boquerones

### Spelers
- Diego Alonso
- Nordin Amrabat
- Miguel Ángel
- Francesc Arnau
- Sergio Asenjo
- Nabil Baha
- Júlio Baptista
- Willy Caballero
- Ignacio Camacho
- Santi Cazorla
- Pedro Contreras
- Julio Dely Valdés
- Martín Demichelis
- Duda
- Mounir El Hamdaoui
- Eliseu
- Youssef En-Nesyri
- Jesús Gámez
- Luis Hernández
- Fernando Hierro
- Isco
- Joaquín
- Josemi
- Juanito
- Carlos Kameni
- Ivan Leko
- Maxime Lestienne
- Albert Luque
- Enzo Maresca
- Joris Mathijsen
- Nacho Monreal
- Patrick Mtiliga
- Kiki Musampa
- Ruud van Nistelrooij
- Guillermo Ochoa
- Recio
- Salomón Rondón
- Francisco Rufete
- Salva
- Sergio Sánchez
- Roque Santa Cruz
- Javier Saviola
- Darío Silva
- Adnane Tighadouini
- Jérémy Toulalan
- Manuel Velázquez

### Trainers
- Javi Gracia
- Pepe Mel
- Míchel
- Manuel Pellegrini
- Juande Ramos
- Bernd Schuster